# Tadeusz Zadykowicz
Tadeusz Zadykowicz (ur. 17 września 1968) – polski duchowny, dr hab. nauk teologicznych, profesor nadzwyczajny w Instytucie Nauk Teologicznych (Sekcja Teologii Moralnej) Wydziału Teologii Katolickiego Uniwersytetu Lubelskiego Jana Pawła II.

## Życiorys
W 1994 ukończył studia filozoficzne i teologiczne w Archidiecezjalnym Wyższym Seminarium Duchownym w Białymstoku, a potem odbył specjalistyczne studia w zakresie teologii moralnej na Katolickim Uniwersytecie Lubelskim.
18 listopada 1999 obronił pracę doktorską pt. Maryjny wymiar chrześcijańskiego życia moralnego w świetle posoborowego nauczania Kościoła, otrzymując doktorat, a 17 stycznia 2012 habilitował się na podstawie dorobku naukowego i pracy zatytułowanej Sequela Christi et imitatio hominis. Paradygmat naśladowania we współczesnej refleksji teologicznomoralnej. Źródła i perspektywy.
Objął funkcję profesora nadzwyczajnego w Instytucie Teologii Moralnej na Wydziale Teologii Katolickiego Uniwersytetu Lubelskiego Jana Pawła II.
W latach 2012–2019 pełnił funkcję dyrektora Instytutu Teologii Moralnej Wydziału Teologii Katolickiego Uniwersytetu Lubelskiego Jana Pawła II. 

## Nagrody
- 2018: Indywidualna Nagroda II stopnia Rektora Katolickiego Uniwersytetu Lubelskiego[2]
- 2013: Brązowy Medal za Długoletnią Służbę[2]
- 2012: Wyróżnienie Stowarzyszenia Teologów Moralistów za książkę habilitacyjną Sequela Christi et imitatio hominis. Paradygmat naśladowania we współczesnej refleksji teologicznomoralnej – źródła i perspektywy[2]
- 2008: Indywidualna Nagroda IV stopnia Rektora Katolickiego Uniwersytetu Lubelskiego[2]